# Смаженина

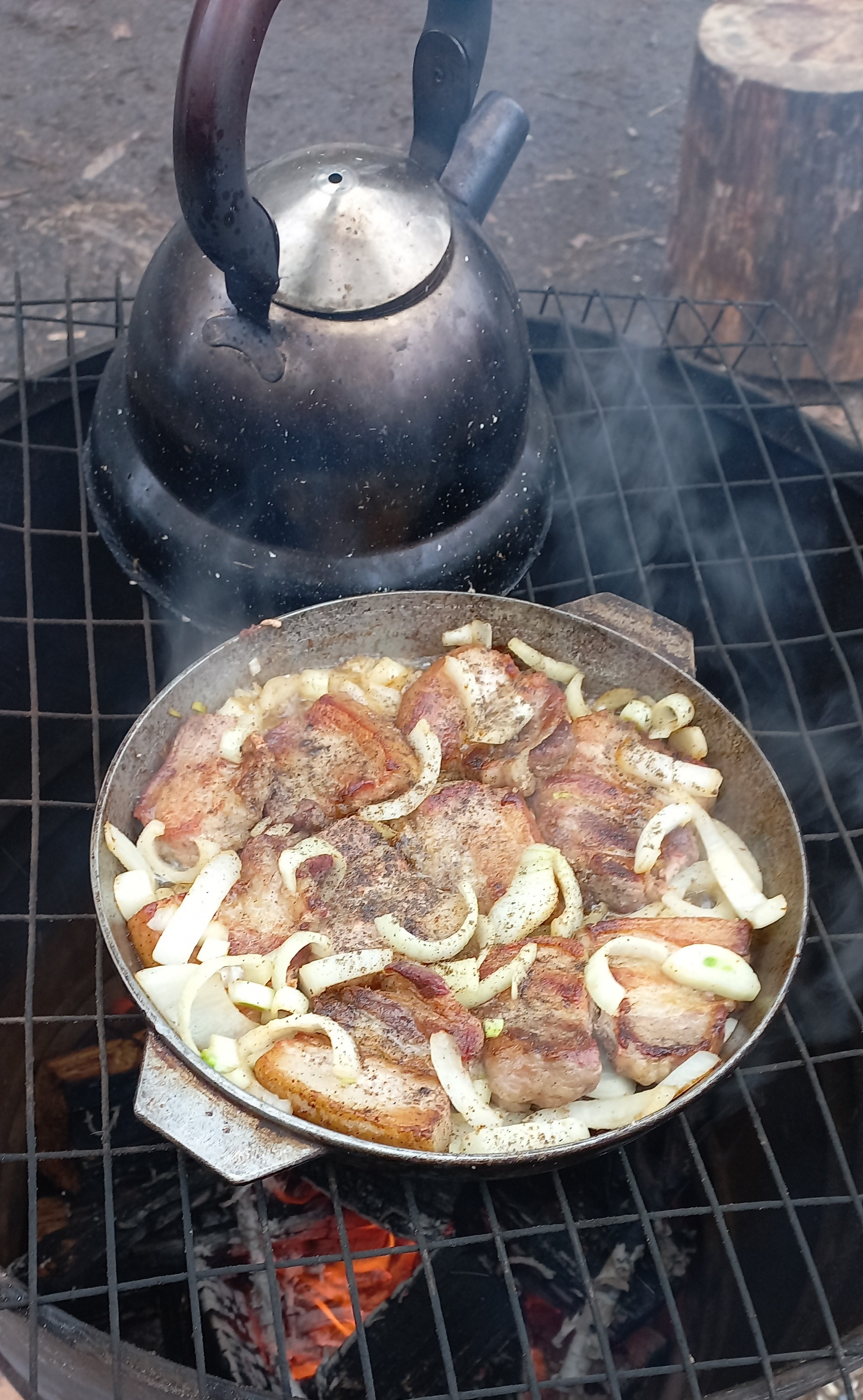
Смаженина з підчеревини

Смаженина, смажениця — м'ясна страва, що поширена в українській кухні.

## Походження
Походить від засобу приготування — смажити м'ясо. Розповсюджено у всіх областях України. Ця страва входила до складу майже всіх урочистих гостин, які відбувалися не у піст. З другої третини XIX століття її стали вдосконалювати додаванням помідорів чи якогось соусу. Принциповою особливістю від печені є те, що усі складники зазвичай смажать, а потім можуть тушкуванням доводити до готовності.

## Рецепт
Нежирну свинину (курку, яловичину, баранину) до 0,5 кг нарізати шматочками, трохи відбити, посолити, поперчити й обсмажити на свинячому жирі (або олії) з обох боків до рум'яного кольору. Туди можуть додаватися підсмажене борошно, цибуля (2 шт.) та коріння, які трохи заливають бульйоном. Готову свинину подавати на стіл зі смаженою (або відвареною) картоплею (7–8 картоплин), поливши її соком, у якому вона смажилася, і посипавши зеленню кропу й петрушки. Їдять гарячою.
За іншим рецептом картоплю тушкують разом з морквою та цибулею. Потім перекладають шарами напівготове смажене м'ясо і картоплю й тушкують у горщику в духовці з додаванням спецій і коріння до готовності. Готову смаженину заправляють дрібно посіченим часником і, подаючи на стіл, посипають зеленню петрушки, іноді додаючи для смаку сметану, квас-сирівець або сироватку.
Можливий варіант, коли до напівготової смаженої свинини додається сира картопля, яка смажиться, а потім тушкується разом з м'ясом до готовності.

## Види
- смаженина з оселедцем (з оселедця готують фарш, яким начиняють м'ясо, що смажиться, а потім тушкується)
- смаженина по-рахівськи (додаються бринза, шкварки, готується з баранини або птиці)
- смаженина по-черкаськи
- смаженина по-галицьки
- смаженина з кроля

## В культурі
- з 2017 року в селі Верхнє Водяне (Закарпатська область) проводить фестиваль «Апшанська смаженина».

## Галерея

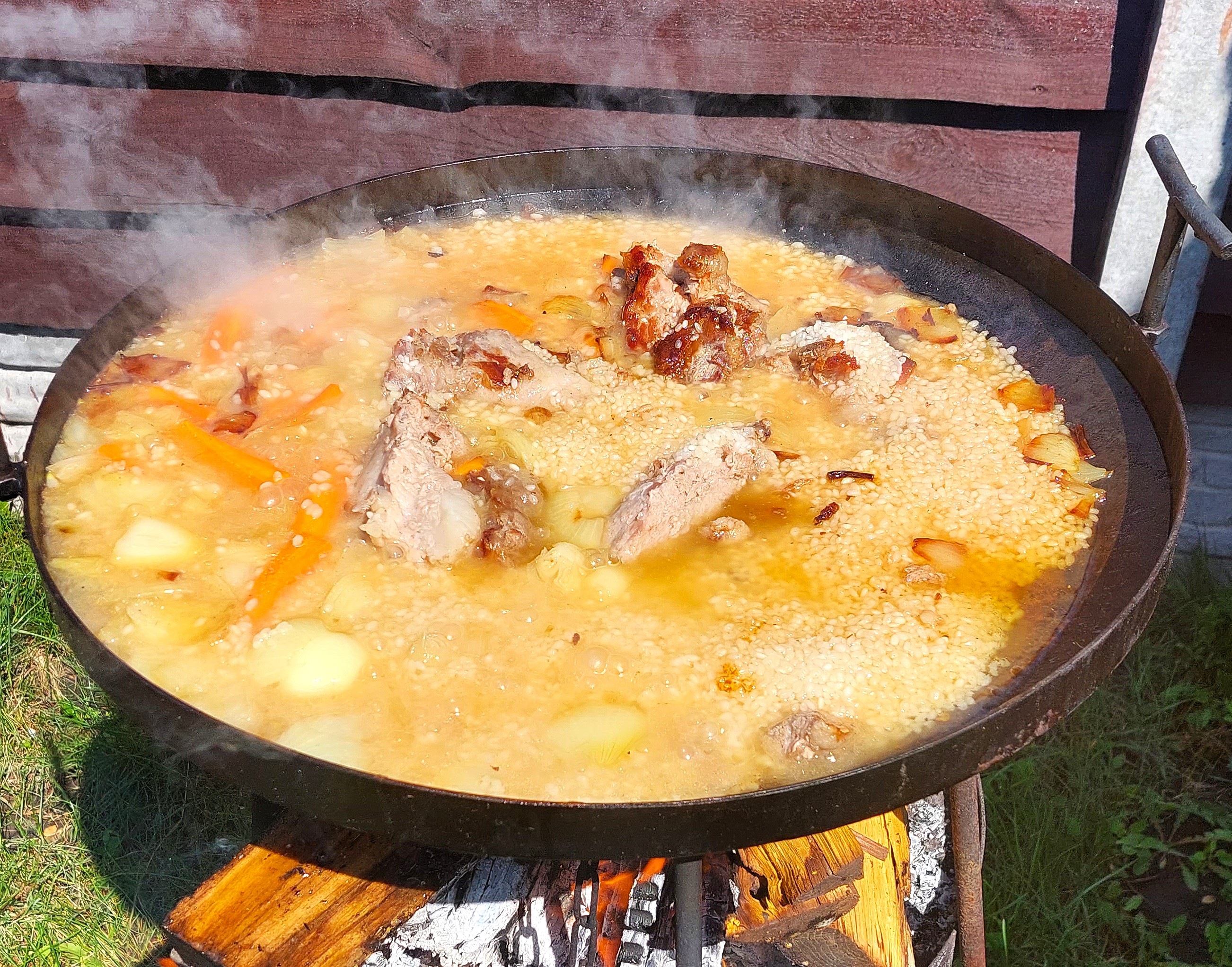
Смаженина з кроля у бороні